# كلايد إل. غاريت
كلايد إل. غاريت (بالإنجليزية: Clyde L. Garrett)‏ هو قاضي وسياسي أمريكي، ولد في 16 ديسمبر 1885، وتوفي في 18 ديسمبر 1959 في إيستلاند في الولايات المتحدة. حزبياً، نشط في الحزب الديمقراطي. وقد انتخب عضو مجلس النواب الأمريكي.